# Vic Hoyland
Vic Hoyland (* 11. Dezember 1945 in Yorkshire) ist ein englischer Komponist.
Nach einem Kunststudium an der Hull University wandte sich Hoyland der Musik zu und erwarb den Doktorgrad unter den Tutoren  Robert Sherlaw Johnson und Bernard Rands an der York University. Von 1980 bis 1983 war er Haywood Fellow an der Birmingham University. Nachdem er zwei Jahre an der York University unterrichtet hatte, kehrte er nach Birmingham zurück, wo er Kompositionsunterricht gibt.
Hoyland erhielt Kompositionsaufträge u. a. vom BBC Symphony Orchestra, dem Arditti String Quartet und dem Lindsay String Quartet und schrieb Werke für die Festivals von Aldeburgh, Almeida, Bath, Cheltenham, Huddersfield, South Bank und York. Das Stück In Transit entstand 1987 für die Proms.
In Transit wurde mit Vixen, einem Auftragswerk der BBC für das Cheltenham International Festival of Music, vom BBC Symphony Orchestra für NMC Records aufgenommen. Alle Werke Hoylands wurden von BBC Radio 3 gesendet.

## Werke
- Es für Stimmen und Kammerensemble, 1971
- Jeux thème für Mezzosopran und Kammerensemble (ohne Violinen und Violen), 1972
- Em für 24 Stimmen, 1974
- Ariel 1974/75 für Stimme, Flöte und Instrumente, 1974–75
- Esem für Kontrabass und Instrumente, 1975
- Serenade für 14 Spieler, 1979
- Xingu, Musiktheaterstück für Orchester und drei Kindergruppen, 1979
- Andacht zum Kleinen für 9 Spieler, 1980
- Reel für 9 Instrumente, 1980
- Michelagniolo für Bariton, Männerchor und großes Ensemble, 1981
- Quartet movement für Streichquartett, 1982
- Fox für Kammerensemble, 1983
- Foxed für 8 Stimmen (3 Solisten, 5 Choristen), 4 Schlagzeugspieler und 2 elektrisch verstärkte Klaviere, 1983
- Bitch für Männerstimme solo, 1983–84
- Head and 2 Tails, 1983–84
- Quintet of Brass für Bläserquintett, 1984
- Seneca – Medea für Sopran, Alt, Tenor, Bass und Instrumentalensemble, 1985
- String Quartet, 1985
- In Transit für Orchester, 1987
- Work-out für Posaune, 1987
- Work-out für Marimba und Computer, 1988
- Crazy Rosa – La Madre für Mezzosopran und acht Spieler, 1988
- Of Fantasy, of Dreams and Ceremonies für 14 Solostreicher, 1989
- Trio für Violine, Cello und Klavier, 1989
- Quintet für Klavier und Streicher, 1990
- The Other Side of the Air für Klavier, 1991–92
- Chamber Concerto für Ensemble, 1993
- Vixen für großes Orchester, UA 1997
- Qibti, UA 2003
- Phoenix für Orchester, 2008